# Herb Bielan
Herb Bielan – jeden z symboli Bielan, dzielnicy Warszawy.

Na tarczy dwudzielnej w słup w polu prawym złotym król stojący w szacie biało – czerwonej w koronie złotej z takimż berłem i jabłkiem królewskim, w polu lewym czerwonym na wzgórzu złotym kościół biały zwieńczony krzyżem i dwoma sterczynami.

Herb dzielnicy Bielany został ustanowiony uchwałą nr 176/XX/95 Rady Gminy Warszawa – Bielany w dniu 16 grudnia 1995 r.

## Barwy
W herbie Bielan poszczególne kolory symbolizują:
- złoto (żółty) – symbolizujące takie wartości jak szlachetność, życzliwość, otucha, wzniosłość, godność, cnota, inteligencja, szacunek i doskonałość
- srebro (biel) – pokora, uczciwość, czystość, wiara, prawda, sprawiedliwość, mądrość
- czerwień – odwaga, waleczność, wspaniałomyślność, tryumf, władza, zwycięska moc

## Opis
- Lewa strona herbu przedstawia sylwetkę króla Władysława IV, który podczas wojny polsko–moskiewskiej złożył kluczowe dla historii Bielan ślubowanie. W następstwie tego wydarzenia z podkrakowskich Bielan przybył zakon kameduli. Zakonnicy zamieszkali w ufundowanym w 1659 roku eremie na ówczesnej Polkowej Górze (współcześnie Lasek Bielański).
- Prawa strona przedstawia wizerunek klasztoru oo. kamedułów (najstarszy budynek na Bielanach). Do białych habitów kamedułów zamieszkujących klasztor nawiązuje nazwa Bielany[1].